# Cerithium coralium
Cerithium coralium là một loài ốc biển, là động vật thân mềm chân bụng sống ở biển thuộc họ Cerithiidae.

## Phân bố
The distribution của Cerithium coralium bao gồms hải vực Ấn Độ Dương-Tây Thái Bình Dương.
- Philippines[2]
- Indonesia[2]
- Guam[2]

## Hình ảnh

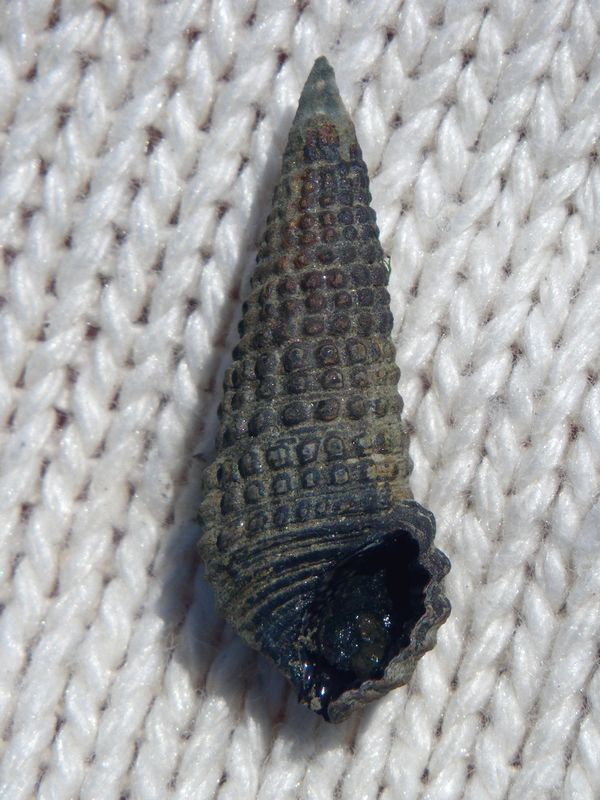